# 基根·帕尔默
基根·帕尔默（英語：Keegan Palmer，2003年3月12日—），澳大利亚男子滑板运动员，生于美国加州圣地牙哥市，成长于澳大利亚黄金海岸，2岁开始接触滑板，14岁回到加州圣地牙哥接受专业训练。他曾代表澳大利亚参加2020年及2024年夏季奥运会滑板比赛，蝉联男子公园赛金牌。